# اخت-سوسترن
اخت-سوسترن (به هلندی: Echt-Susteren) یک شهرستان در هلند است که در لیمبورخ (هلند) واقع شده‌است. اخت-سوسترن ۳۰ متر بالاتر از سطح دریا واقع شده‌است.

## خواهرخوانده
شهر وگبرگ خواهرخواندهٔ اخت-سوسترن هست.